# Sceloporus chaneyi
Sceloporus chaneyi (колюча ігуана Чейні) — вид ігуаноподібних ящірок родини фриносомових (Phrynosomatidae). Ендемік Мексики.

## Поширення і екологія
Колючі ігуани Чейні мешкають в горах Пенья-Невада на півдні Нуево-Леону та в горах Ла-Глорія на південному заході Тамауліпасу. Вони живуть в сухих сосново-дубових лісах і чагарникових заростях, не трапляються в порушених середовищах. Зустрічаються на висоті від 2550 до 2880 м над рівнем моря. Відкладають яйця.

## Збереження
МСОП класифікує цей вид як такий, що перебуває під загрозою зникнення. Sceloporus chaneyi може загрожувати знищення природного середовища. 